# 第二维也纳乐派
第二维也纳乐派（英語：Second Viennese School）是20世纪初期位于维也纳的一个作曲家音乐流派，「第二」是相對於莫札特等人的第一維也納樂派。主要代表人物有阿诺德·勋伯格以及他的两名学生阿尔班·贝尔格和安东·韦伯恩。20世纪30年代解散。

## 延伸阅读
- René Leibowitz, Schoenberg et son école (Paris, Editeur J B Janin, 1947) translated by Dika Newlin as Schoenberg and His School: The Contemporary Stage of the Language of Music (New York, Philosophical Library, 1949)